# Fatma Øktem
Fatma Yeliz Øktem (født 18. december 1973 i Aarhus) er en dansk politiker.
Hun var medlem af Folketinget for partiet Venstre. Ved folketingsvalget 2019 fik hun 5130 personlige stemmer i Østjyllands Storkreds. Hun var medlem af Folketinget for Venstre mellem 2011 og 2015.
Ved Folketingsvalget 2015 blev hun ikke direkte valgt men kom  i efteråret 2015 kortvarigt ind i Folketinget som stedfortræder for Michael Aastrup Jensen.
Siden 2009 har hun desuden været medlem af regionsrådet i Region Midtjylland.
Fatma Øktem har arbejdet som kulturformidler i Ikast Kommune fra 2001 til 2004 og som jobkonsulent ved virksomheden Wekan i Aarhus frem til 2007. Fra 2005 har hun desuden været konsulent for Kvinderådet i Aarhus. 
Fatma Øktem arbejder i dag som studievært hos tv-kanalen dk4, hvor hun er vært på programmerne Kvinderne fra Borgen og Bag Facaden med Fatma. Derudover skiftede Fatma Øktem fra Horsenskredsen til Skanderborgkredsen i år 2016.
Øktem var gift med Bünyamin Simsek, der er medlem af Aarhus Byråd. Parret blev skilt i 2015.